# 南哈河 (流沙河)
南哈河，是位于中华人民共和国云南省西双版纳傣族自治州勐海县西北部的一条河流，为流沙河左岸支流。河名源自傣语，意为“臭水河”，传说河内曾浸泡过鹰魔的尸体，导致河水发臭，故名。南哈河发源于勐满镇星火山村星火老寨以东、邦敢山西麓，西流至星火老寨以南转东南流，经勐遮镇，于勐遮镇曼恩村以北汇入流沙河。河长35.8千米，流域面积464.4平方千米，落差823米。另有南哈河左支流，从勐遮镇曼扫村西南分出，大致与主干流并行向东南，于曼真村以西汇入主干流，全长13.10km。南哈河流经云南省滇西南最大的坝子-勐遮坝子，盛产优质稻米、甘蔗与鱼类，被誉为“版纳粮库”。